# Roewereca
Roewereca is een geslacht van hooiwagens uit de familie Assamiidae.
De wetenschappelijke naam Roewereca is voor het eerst geldig gepubliceerd door Lawrence in 1962. 

## Soorten
Roewereca is monotypisch en omvat slechts de volgende soort:
- Roewereca tenebrosa